# Wiskundige puzzel
Wiskundige puzzels zijn puzzels die zijdelings of rechtstreeks verband houden met wiskunde. Professor Schuh noemde het zuivere puzzels in tegenstelling tot puzzels die zoals kruiswoordpuzzels aan een bepaalde taal gebonden zijn of waarvan de oplossing op toeval of raden berust. Het zijn puzzels, die door stelselmatig proberen, ondersteund door redeneren, kunnen worden opgelost. Meestal is er een relatie met getaltheorie of meetkunde, maar het komt ook voor dat een puzzel de aanleiding vormt tot een nieuwe tak van wiskunde, zoals de theorie die door Euler werd ontwikkeld naar aanleiding van het probleem van de bruggen van Koningsbergen leidde tot het ontstaan van de topologie.
Voorbeelden: 
- Zeven bruggen van Koningsbergen
- Möbiusband
- Torens van Hanoi
- Logigram
- Magisch vierkant
  - Sudoku
- Schuifpuzzel
  - Rush Hour
  - Lunar lockout
- Melkpuzzel
- Rubiks kubus

De speltheorie, die zich niet alleen met spellen maar vooral ook met de economie en economisch gedrag bezighoudt, heeft ook veel over de oplossing van een groot aantal spellen te zeggen.

## Soorten
Er bestaan vele soorten, waarvan hieronder de voornaamste genoemd worden (van elke soort een eenvoudig voorbeeld):

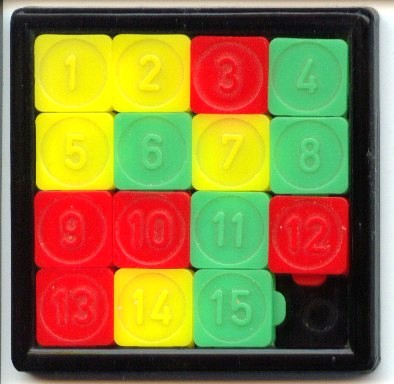
Sam Loyds "Boss Puzzle"

- verplaatsingsproblemen (permutaties):
  - oversteekpuzzels: een boer gaat naar de markt met een vos, een gans en een zak graan, moet onderweg een rivier oversteken, ziet een bootje, waarin behalve voor hemzelf slechts plaats is voor een van de dieren of het graan. Hoe komt hij aan de overkant zonder de vos bij de gans of de gans bij het graan (met voorspelbaar gevolg) achter te laten?
  - rangeerpuzzels: gegeven een cirkelvormige spoorbaan, waarop zich twee wagons bevinden, en een zijspoor, waarop een locomotief staat. Op de spoorbaan tussen de wagons een tunnel. De wagons zijn te hoog voor de tunnel, de locomotief niet. Gevraagd wordt de wagons van plaats te verwisselen en de locomotief weer in dezelfde positie op het zijspoor te krijgen.
  - schuifpuzzels: de bekendste is de "Boss Puzzle",  die ongeveer 1880 door toedoen van Sam Loyd bekend is geworden. In een vierkant frame passen 16 vierkante blokjes genummerd 1-16 gerangschikt in numerieke volgorde van linksboven naar rechtsonder, maar blokje 16 is weggelaten en blokjes 14 en 15 zijn verwisseld. Gevraagd wordt de doorlopende volgorde te herstellen terwijl het vakje rechtsonder leeg blijft, wat onmogelijk blijkt.
- talstelselproblemen: de Toren van Hanoi, een probleem dat stamt uit de 19de eeuw en bedacht is door de Franse wiskundige Lucas. Gegeven een plank waarop drie verticale stangen en tien schijven van opeenvolgende diameter met een gat in het midden. De schijven worden over de linkerstang geschoven, de grootste onderaan, daar boven de op een na grootste, enzovoorts. De tien schijven moeten, desgewenst gebruikmakend van de rechter stang, van de linker stang naar de middelste worden overgebracht, maar niet twee of meer tegelijk en zodanig, dat nooit een grotere schijf op een kleinere komt te liggen. Er blijken minimaal 210 − 1 = 1023 verplaatsingen voor nodig.
- paradoxen: om vrij te komen mag een levenslang gestrafte eenmaal één vraag te stellen aan een van de twee cipiers, die in de gevangenis elk een deur bewaken, waarvan hem slechts bekend is dat een van de deuren naar buiten voert, maar niet welke dat is. Hij weet dat een van de cipiers altijd liegt en de ander altijd de waarheid spreekt; maar niet wie van hen. Welke vraag moet hij stellen om erachter te komen welke de deur hem de vrijheid kan hergeven? Zie ook logigrammen.
- rekenraadsels: een horloge loopt ieder uur 4 minuten achter. Iemand heeft het horloge drie en een half uur geleden gelijk gezet. Op dit ogenblik is het op een perfect lopende klok 12 uur. Hoeveel minuten duurt het voordat het horloge ook 12 uur aangeeft?
- bordspelproblemen: op een schaakbord acht dames zo te plaatsen, dat geen van de dames staat aangevallen. Het achtdamesprobleem, dat teruggaat op de Duitse wiskundige Gauss.
- magische vierkanten, waarin de getallen zodanig zijn gerangschikt dat ze aan bepaalde voorwaarden voldoen.
- topologische problemen: op een landkaart zijn de grenzen van buurlanden in contrasterende kleuren aangegeven. Hoeveel kleuren zijn daarvoor minstens nodig? Een probleem, dat reeds in de 19de eeuw is geanalyseerd door de Engelse wiskundigen Guthrie en Cayley. Ook de Band van Möbius kan hieronder gerangschikt worden.
- meetkundige puzzels: iemand heeft twee stukken vloerbedekking: een stuk van 10 × 10 en een stuk van 1 × 8. Gevraagd het stuk van 10 × 10 in tweeën te knippen, zodanig, dat het met het stuk van 1 × 8 in een ruimte van 9 × 12 past.
- weegpuzzels: iemand heeft acht uiterlijk gelijke munten, waarvan er een vals is en iets zwaarder dan de rest. Hoe kan hij met behulp van een balans in slechts twee wegingen de valse eruit halen?
- vouwpuzzels, zoals een regelmatige achthoek vouwen uit een vierkant stuk papier.
- constructies met dominostenen: een onderwerp dat enige verwantschap met magische vierkanten vertoont.

## Geschiedenis
Het bedenken en oplossen van raadsels is een tijdverdrijf dat reeds in de Oudheid bestond, maar eerst in de negentiende eeuw is er sprake van ruimere aandacht door de media, dat wil zeggen de veelal ongeïllustreerde kranten en tijdschriften, die de lezers meestal weinig verstrooiing te bieden hadden. Er ontstonden rubrieken met puzzels en raadsels die meer diepgang hadden dan gebruikelijk en op wiskundige of natuurkundige principes leunden. Menige krant had zelfs een puzzelexpert ingehuurd, die niet zelden een geleerde van naam was. De rubrieken werden gebundeld tot populaire edities, die hoge oplagen bereikten. Van deze boeken zijn er een aantal in het Nederlands vertaald.
In de Verenigde Staten behoorde Sam Loyd (1841-1911) tot de groten op het gebied van puzzels. Duizenden waardevolle puzzels heeft hij op zijn naam staan die gedurende meer dan vijftig jaar in tal van kranten en tijdschriften zijn verschenen. Martin Gardner (1914-2010), de bekende redacteur van "Scientific American" en auteur van een groot aantal boeken over mathematische puzzels, heeft veel van Loyds werk opnieuw gepubliceerd.
Ook een uitgeverij als Dover Publications heeft ook nu nog veel boeken in haar fonds over dit onderwerp, waaronder een aantal klassieke, zoals die van Dudeney, Schuh en Kraitchik.
In Groot-Brittannië was genoemde Henry Ernest Dudeney (1857-1930) de belangrijkste puzzelexpert. Zijn veelgelezen bijdragen verluchtigden meer dan dertig jaar de kolommen van "The Strand Magazine". Dudeneys bekendste werk is "Amusements in mathematics" (1917). Walter William Rouse Ball (1850-1925) was de auteur van "Mathematical recreations and problems of past and present times" (1892). Ball was leraar wiskunde en heeft boeken over de geschiedenis van de wiskunde op zijn naam staan.
Édouard Lucas (1842-1891), in het dagelijks leven leraar en later hoogleraar wiskunde is wel de bekendste auteur van wiskundige puzzels in Frankrijk. Zijn vierdelige werk "Récréations mathématiques" (1882-94) behoort tot de klassieken.
In Duitsland kreeg de wetenschappelijke benadering van mathematische puzzels voorrang boven de meer populaire, die het werk van Loyd en Dudeney kenmerkt. Professor Hermann Schubert (1848-1911) publiceerde "Mathematische Mussestunden" (1898), dat berustte op diens bijdragen aan diverse periodieken. De "Mussestunden" werden nog overtroffen door wat als het standaardwerk op dit gebied wordt beschouwd: "Mathematische Unterhaltungen und Spiele" (1901) van de wiskundige Wilhelm Ahrens (1872-1927), dat ook de geschiedenis van het onderwerp uitvoerig belicht en een uitgebreide bibliografie bevat.
Nederland behielp zich aanvankelijk met vertalingen, zoals "Peinzen en piekeren" en "Honderden wonderen van vernuft" van de Duitse auteur Walter Sperling, die rond 1940 in de bewerking van A.P. van Leeuwen zijn verschenen, maar er was ook werk van eigen bodem, zoals "Wonderlijke problemen" (1943) en "De macht van het getal" (1949) van de wiskundige Fred. Schuh (1876-1966).